# Ghelința
Ghelința (en hongrois Gelence) est une commune roumaine du județ de Covasna dans le Pays sicule en Transylvanie. Elle est composée des deux villages suivants:
- Ghelința, siège de la commune
- Harale (Haraly)

Bien que n'étant pas une église fortifiée imposante, L'Église Szent Imre de Ghelința, petit édifice religieux typique pour les villages transylvains, abrite un très valeureux ensemble de fresques gothiques du début du XIVe siècle (environ 1330), comparable, peut-être, seulement à celui de Mălâncrav. Les fresques présentent des scènes de la vie du Christ, de la légende du roi Ladislau ou bien du Jugement Dernier. Le plafond, datant de 1628, est réalisé en style Renaissance et présente des motifs floraux et héraldiques.

## Galerie

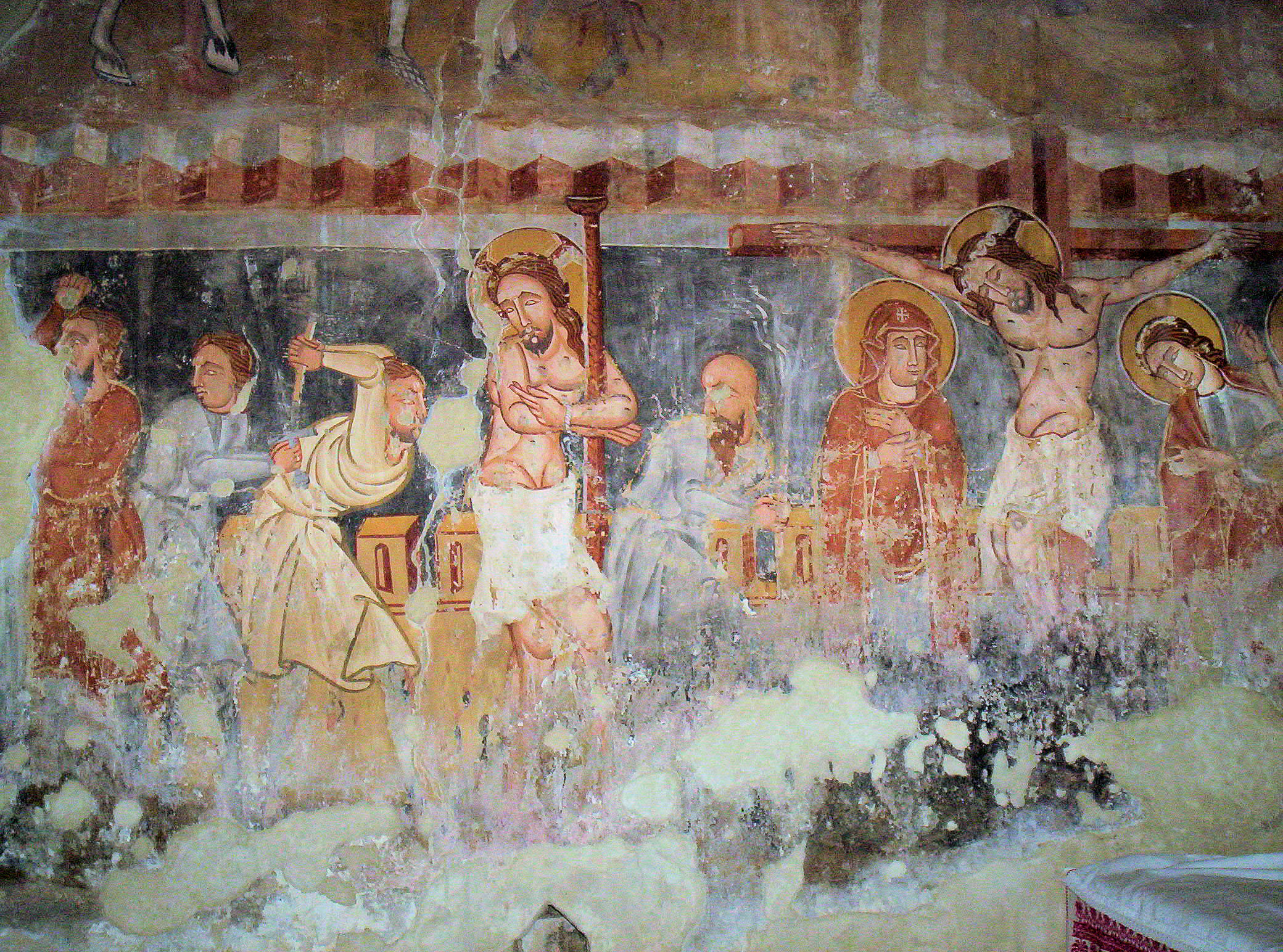
Fresque du début du XIVe siècle
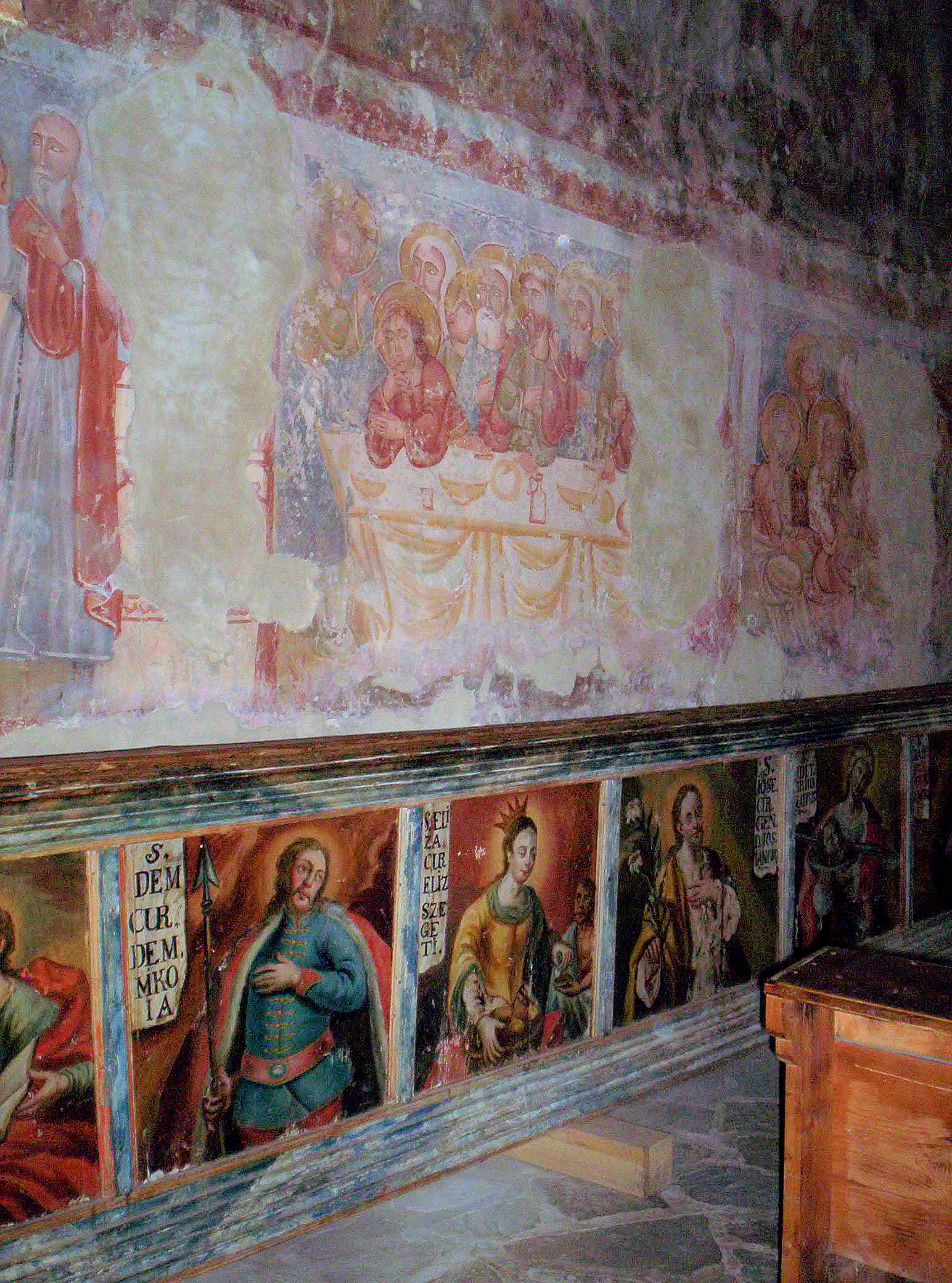
Fresques
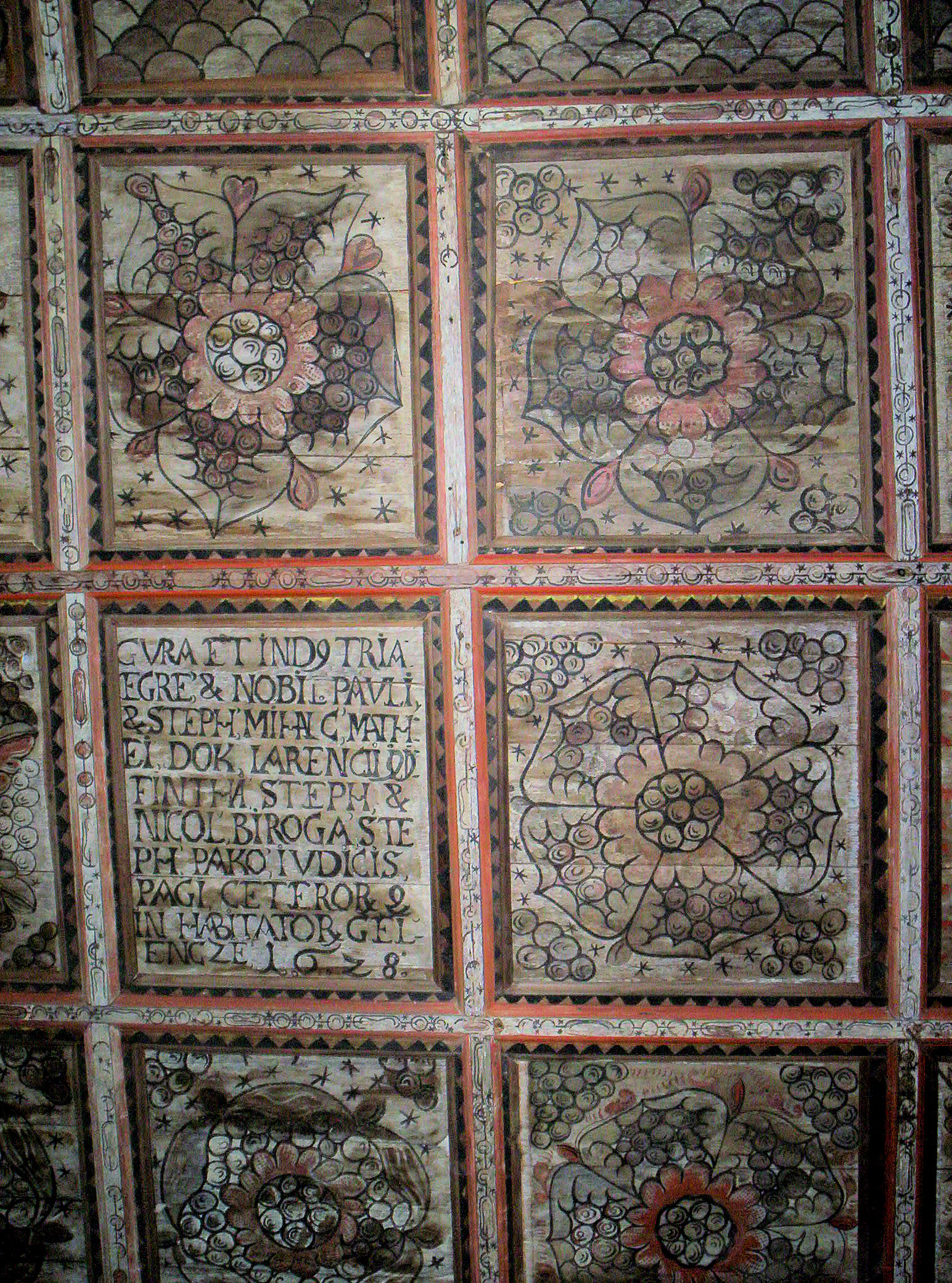
Plafond du début du XVIIe siècle
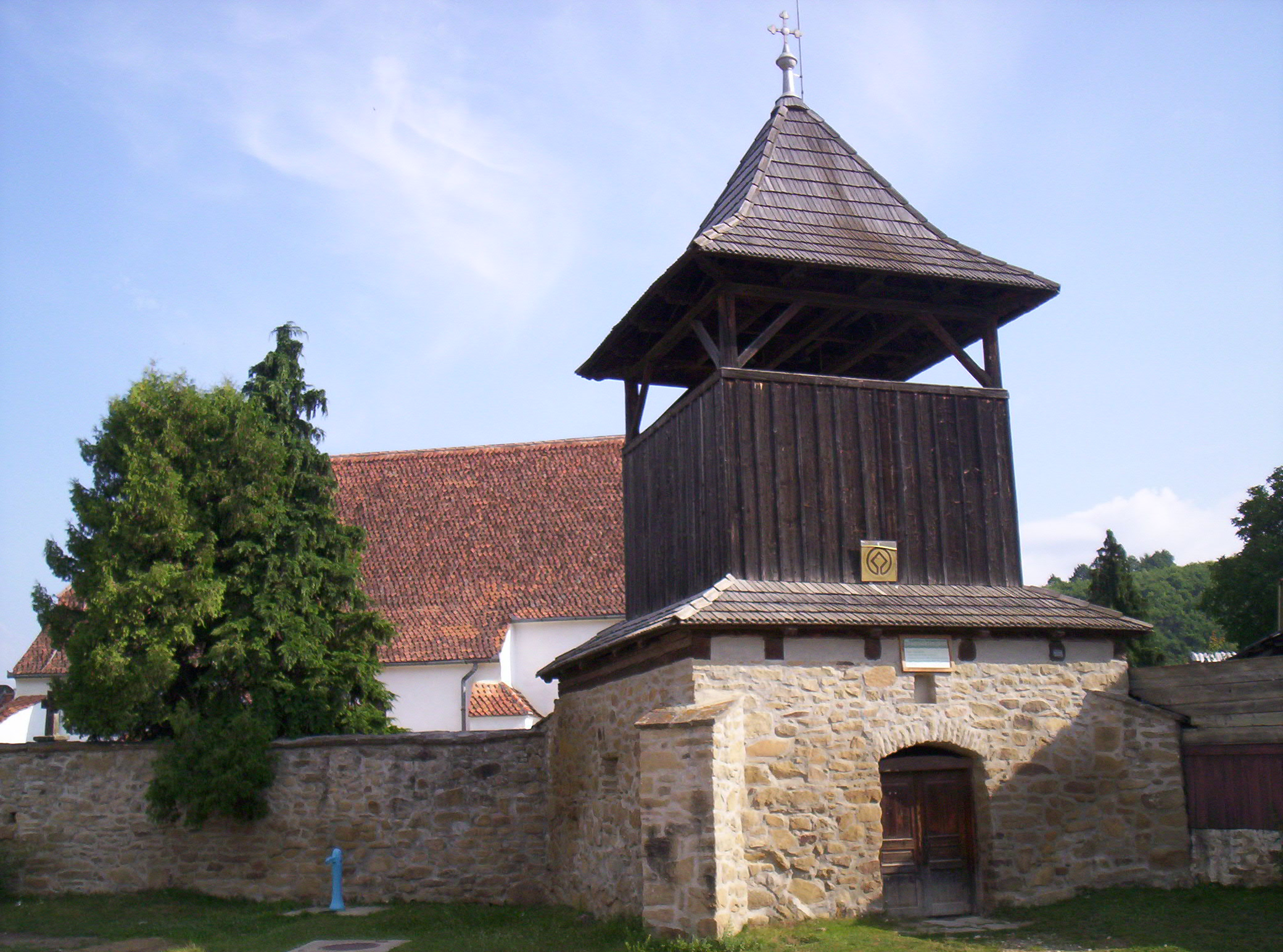
L'église Szent Imre